# Chiesa di Santa Maria della Castellaretta
La chiesa Santa Maria della Castellaretta è una chiesa cattolica in stile rinascimentale situata all'uscita del paese in direzione di San Paolo di Jesi, appena fuori dal comune di Staffolo, nella provincia di Ancona, nelle Marche.

## Storia
La chiesa fu costruita in cima a un castello, con del materiale usato in un'altra chiesa conserva un'iscrizione del 1270 e il nome del maestro Jacopo da Cingoli. La chiesa fu eretta il 1571 da soldati che tornarono vittoriosi dalla battaglia di Lepanto e abbellita nel 1683 con la sconfitta dei Turchi durante la battaglia di Vienna. L'interno è ricco di decorazioni in stile barocco.